# Lunana Gewog
Lunana (Dzongkha: ལུང་ནག་ན་) ist einer von vier Gewogs (Blöcken) des Dzongkhags Gasa im Nordwesten Bhutans. 
Lunana Gewog ist wiederum eingeteilt in vier Chiwogs (Wahlkreise). In diesem Gewog leben etwa 700 Menschen (2005) auf einer Fläche von 3020 km² in 13 Dörfern bzw. Weilern in ca. 155 Haushalten. Hauptort ist Lunana im Nordosten des Gewogs, zwischen Thangza und Thaga.
An staatlichen Einrichtungen gibt es neben der Gewog-Verwaltung eine öffentliche Grundschule (Community Primary School) in Lhedi, eine Station zur Gesundheitsgrundversorgung, ein Büro zur Entwicklung erneuerbarer natürlicher Ressourcen (Renewable Natural Resource Extension Centre) sowie eine Dienststelle (Guard Office) des Jigme-Dorji-Nationalparks. Religiöse Einrichtungen sind der Tshojong Dzong und der Tshojong Nai.
| Chiwog                                  | Dörfer bzw. Weiler |
| --------------------------------------- | ------------------ |
| Raminang Uesana ར་མི་ནང་_དབུས་ས་ནང        | ་ Raminang         |
| Raminang Uesana ར་མི་ནང་_དབུས་ས་ནང        | Uesana             |
| Shang Threlga Wachey གཤང་_འཕྲལ་ག་_ཝ་བཅས་ | Drangsho           |
| Shang Threlga Wachey གཤང་_འཕྲལ་ག་_ཝ་བཅས་ | Wachey             |
| Shang Threlga Wachey གཤང་_འཕྲལ་ག་_ཝ་བཅས་ | Reio               |
| Shang Threlga Wachey གཤང་_འཕྲལ་ག་_ཝ་བཅས་ | Shangsa            |
| Shang Threlga Wachey གཤང་_འཕྲལ་ག་_ཝ་བཅས་ | Tagshor            |
| Shang Threlga Wachey གཤང་_འཕྲལ་ག་_ཝ་བཅས་ | Threiga            |
| Thangza Toenchoe ཐངས་ཟ་_བསྟན་བཅོས་        | Dotag              |
| Thangza Toenchoe ཐངས་ཟ་_བསྟན་བཅོས་        | Thangza            |
| Thangza Toenchoe ཐངས་ཟ་_བསྟན་བཅོས་        | Toenchoe           |
| Tshozhong མཚོ་གཞོང་                       | Tshozhi            |
| Lhedi ལྷད་དི་                             | Lhedi              |